# Družba slovenskih gledaliških diletantov
Družba slovenskih gledaliških diletantov je bilo slovensko gledališko društvo ustanovljeno v Celju.
Družbo, ki velja za začetnico slovenske gledališke kulture v Celju, je zasnoval založnik in gledališki organizator Janez Krstnik Jeretin po marčni revoluciji 1848. Družba je pod njegovim vodstvom  16. septembra 1849 v celjskem mestnem gledališču uprizorila prvo slovensko gledališko igro Županova Micka avtorja A.T. Linharta. Jeretin je k sodelovanju pritegnil še J. Drobniča takratnega vsestranskega slovenskega kulturnega delavca. Skupaj sta razvila živahno slovensko gledališko dejavnost. Drobnič je režiral več predstav, vključno z letom 1852 so uprizorili 4. igre. (Dobro jutro, 1851; Goljufivi starec 1851; Tat v mlinu ali Slovenec in Nemec, 1852; in ponovno Županovo Micko, 1852). Ob igri pa je Drobnič nastopajoče seznanjal z dramatiko in jih vzgajal v oderskem govoru in dramski igri. Imel je prvo slovensko dramsko šolo na Štajerskem. Dve uprizoritvi je pripravil tudi s celjskimi gimnazijci (1850).
Gledališko delo J. K. Jeretine in J. Drobniča je bilo pomembna sestavina slovenskega narodnega in kulturnega življenja v takratnem nemškem Celju.